# Analectique
L'analectique est une méthode émergeant de la Philosophie de la Libération, développée par des penseurs tels que le théologien Juan Carlos Scannone, le philosophe Enrique Dussel, et l'anthropologue Rodolfo Kusch.
Dussel explique la méthode dans son livre Philosophie de la libération, présentée comme celle appropriée pour réaliser le travail philosophique. Le terme analectique (du grec ancien : ανωλεκτική) se forme par l'union des termes ανω (anó), qui signifie "au-delà", et λογιζομαι (loguizomai), qui signifie "raisonner",.
Pour Dussel, la dialectique envisage l'unité des différents, des contraires dans la totalité de l'être. L'analectique signifie aller au-delà de la totalité et aller à la rencontre de l'Autre, qui est originellement distinct mais donc le logos fait irruption, m’interpellant au-delà de ma compréhension de l'être, au-delà de mes intérêts propres.
Cette méthode intègre, au moins dans sa base, deux modes d'analyses philosophiques déjà traités et utilisés par la tradition philosophique : l'analogie (méthode classique, assez utilisée par le Thomisme et autres écoles Scolastiques), et la dialectique (dans son variante platonicienne ou dans son versant hégéliano/marxiste).
Selon Jesús Villagrasa, ce terme a été créé par Bernhard Lakebrink pour l'appliquer à la métaphysique thomiste.